# 俞大猷墓
俞大猷墓位于中国福建省晋江市磁灶镇苏埯村，为一个省级文物保护单位，类型为古墓葬，为第三批福建省文物保护单位，公布时间为1991年4月17日。
俞大猷墓的历史年代为明朝。